# Pirata iriomotensis
Pirata iriomotensis är en spindelart som beskrevs av Tanaka 1989. Pirata iriomotensis ingår i släktet Pirata och familjen vargspindlar. Inga underarter finns listade i Catalogue of Life.